# Лорен Дука
Лорен Дука (24 лютого 1991 , Нью-Йорк, Нью-Йорк ) — американська журналістка-фрілансерка, феміністка та політична оглядачка. Працювала в Teen Vogue , де з 2017 по 2018 роки вела колонку під назвою «Thigh High Politics». Її книга « Як почати революцію» (2019) присвячена молоді та майбутньому американської політики.

## Походження та навчання
Лорен Дука народилася 1991 року в Нью-Йорку та виросла в заможному передмісті Нью-Джерсі. Її батьки живуть у Нью-Джерсі, у неї є також молодший брат.
У 2013 році Дука закінчила Фордгемський університет з освітнім ступенем бакалавра англійської мови та філософії. У цей час вона була головним редактором альтернативної газети paper . У 2015 році Дука отримала освітній ступінь магістра журналістики та критичної теорії в Нью-Йоркському університеті .

## Кар'єра
У 2013 році Дука почала працювати стажером онлайн-редакції журналу New York Magazine . З 2013 по 2015 рік Дука працювала репортером у The Huffington Post . У 2015 році вона також підпрацьовувала репортером-фрілансером, часто пишучи для Teen Vogue .
У грудні 2016 року Лорен Дука привернула увагу публікацією в Teen Vogue під назвою «Дональд Трамп залякує Америку», в якій стверджувалося, що тоді обраний президент США Дональд Трамп у своїх твердженнях опирався на неправдиві судження, аби приховати всю правду, щоб його критики могли поставити під сумнів власні судження. Станом на 23 грудня 2016 року її есе переглянуто 1.2 мільйон разів, ставши публікацією журналу з найбільшою кількістю переглядів. Кеті Меттлер з The Washington Post сказала: "[І]нтернет осяяний похвалою для статті [Дуки] про «випалену землю». Це есе багато хто називав поворотним моментом у репутації модного журналу з нещодавно визнаним політичним виміром.
Дука брала участь у телевізійному ток-шоу Tucker Carlson Tonight (Такер Карлсон сьогодні ввечері) 23 грудня 2016 року. В бурхливій дискусії стосовно її коментаря щодо особи Іванки Трамп Дука розкритикувала ведучого Такера Карлсона за те, що він не дозволив їй завершити свою думку, і назвала телеведучого Карлсона «партизанським хакером». У відповідь він сказав їй, що замість політичних коментарів вона «має дотримуватися високих політичних принципів», маючи на увазі висловлювання з її колишніх статей про поп-зірку Аріану Гранде . Далі почалися переслідування Дуки в Інтернеті, включаючи погрози сексуального насильства .
У відповідь Лорен Дука назвала свою нову колонку в Teen Vogue, розпочату в лютому 2017 року, «Політика високого рівня» («Thigh-High Politics.»). Згідно з визначеною місією, «Thigh High Politics» «[поширює] новини, надає ресурси для опозиційних поглядів та просто загалом відмовляється сприймати токсичну нісенітницю». У липні 2017 року вона також розробила напис на свою футболку з фразою «Мені подобається моя політика високого рівня» та пожертвувала всі зібрані кошти від кожної проданої футболки вартістю 32 долари в Planned Parenthood на ім'я Карлсона. Станом на грудень 2017 року було зібрано понад 10 000 доларів США. Не дивлячись на негативну реакцію на Teen Vogue, Дука підтримала політичний коментар, розміщений на веб-сайті, посилаючись на розбіжність між критиками, які вважають інтереси молодих жінок занадто дурними для такої інтелектуальної розмови.
У 2017 році колишній керівник фармацевтичної компанії Мартін Шкрелі кілька разів намагався поговорити з Дукою та регулярно згадував її в соціальних мережах. На початку січня 2017 року Шкрелі надіслав повідомлення Дуці, написав їй у Твіттері, створив колаж із Дукою для свого посту в Твіттері та наклав своє обличчя на зображення Дуки та її тодішнього чоловіка, щоб використовувати його як світлини свого профілю. Дука повідомила про те, що її неприємно просувати Шкрелі, у своєму Twitter, опублікувавши скріншот прямого повідомлення від Шкрелі, який запрошував її на інавгурацію Дональда Трампа з підписом: «Я б краще з'їв власні органи». Дука також опублікувала скріншоти профілю Шкрелі в Twitter, використовуючи її зовнішній вигляд, запитуючи засновника Твіттера та генерального директора платформи Джека Дорсі, чому такі дії були дозволені Шкрелі у Твіттері. Тоді обліковий запис Шкрелі в Twitter було призупинено за порушення правил веб-сайту, які забороняють цілеспрямоване переслідування. 28 липня 2017 року Дука опублікувала у Twitter заяву про свої думки щодо судового процесу щодо Шкрелі стосовно шахрайства з цінними паперами та його сексуальних коментарів у прямій трансляції на Facebook . Дука написав у Твіттері: «Я б (все ще) краще з'їв свої власні органи. Доторкніться до мене, і я з радістю відріжу один із ваших» .
21 лютого 2018 року Дука відреагувала на смерть Біллі Грема твітом: «Велика новина сьогодні в тому, що Біллі Грем був ще живий весь цей час. У будь-якому випадку, розважайся в пеклі, суко» Її допис викликав бурхливу реакцію в Інтернеті. У відповідь на висвітлення Fox News її твіту Дука зазначила: «Стаття Fox і фрагмент мого дурного твіту справді дивовижні у своєму недобросовісному жахові. Біллі Грем назвав геїв „зловісною формою збочення“ та висунув ідею, що „СНІД — це кара Божа“. Якщо пекло реальне, він саме туди прямує»
У травні 2018 року було оголошено, що Дука буде запрошеним науковцем на факультеті журналістики Нью-Йоркського університету. Влітку 2019 року Дука викладала там шеститижневий курс під назвою «Журналістка-феміністка». Навчальна дисципліна викладалася за сприяння Інституту журналістики імені Артура Л. Картера Нью-Йоркського університету та головна увага в ній зосереджувалася на вивченні основних положень феміністичної ідеології та практики журналістики. Вивчали цей курс студенти старших шкіл і коледжів. Через чотири тижні після завершення курсу здобувачі освіти надіслали колективну офіційну скаргу на адресу факультету журналістики щодо поведінки Дуки під час проведення занять. Серед іншого вони зазначили: «Ми розчаровані факультетом і Нью-Йоркським університетом за те, що найняли такого професора, який більше зацікавлений у просуванні своєї книги, ніж у навчанні групи студентів, які прагнуть навчатися». Студенти стверджували, що Лорен Дука постійно зосереджувала свою увагу на одного студента, що слухав цей курс в рамках академічної мобільності, а він, у свою чергу, нічого не міг змінити".
У вересні 2019 року Дука випустила свою першу книгу під назвою « Як почати революцію: молоді люди та майбутнє американської політики» .

## Особисте життя
Лорен Дука живе в Брукліні зі своєю домашньою тваринкою Шіба-Іну Демі. Дука була одружена з Крісом Флемінгом, але 13 січня 2019 року оголосила в Twitter, що розлучається зі своїм чоловіком. Після розлучення Дука вважала себе дивачкою і оголосила про свій другий шлюб 5 вересня 2020 року

## Нагороди та визнання
- 2015: Прес-клуб Лос-Анджелеса, Національна журналістська премія в галузі мистецтва та розваг, онлайн — фільм/теле/театр за фільм «Повстання жінки-дитини»[41]
- 2017: Громадянський комітет за дітей, премія Vanguard[42]
- 2017: Shorty Awards, найкраща журналістика[43]

## Вибрані праці та публікації
- Duca, Lauren (17 грудня 2014). How Pop Culture Can Change The Way We Talk About Abortion. Huffington Post.
- Duca, Lauren (12 травня 2015). The Rise Of The Woman-Child. Huffington Post.
- Duca, Lauren (6 листопада 2015). Wait, What Do You Know Richard Kind From?. Huffington Post.
- Duca, Lauren (28 січня 2016). Donald Trump's Path to Victory, As Told Through Headlines. The New Yorker (англ.).
- Duca, Lauren (24 червня 2016). The Depressing Truth About How Sexism Changes Us. The Nation.
- Duca, Lauren (10 грудня 2016). Donald Trump Is Gaslighting America. Teen Vogue (англ.).
- Duca, Lauren (10 січня 2017). I'm a Professional Woman on the Internet — Here's a Shoutout to My Trolls. Teen Vogue (англ.).
- Duca, Lauren (1 грудня 2017). Sexual Abusers Must Be Held Accountable — Regardless of Political Party. Teen Vogue (англ.).
- Duca, Lauren (23 лютого 2018). High Schoolers Have Always Been Political, So Start Paying Attention. Teen Vogue (англ.).
- Duca, Lauren (19 березня 2018). In New Books for Kids, Women's Victories Speak Loud and Clear. The New York Times.
- Duca, Lauren (2019). How to Start a Revolution: Young People and the Future of Politics. New York: Simon & Schuster. ISBN 978-0-349-01192-9. OCLC 1108723619.